# Cyril Frankel
Pour les articles homonymes, voir Frankel (homonymie).
Cyril Frankel, né le 28 décembre 1921 à Stoke Newington, à Londres et mort le 7 juin 2017, est un réalisateur anglais de télévision et de cinéma.

## Filmographie

### Télévision
- 1965 : Lequel est le vrai (The Man in a Looking Glass) — téléfilm résultant d'un montage de deux épisodes de la série Alias le Baron : « Mascarade [1/2] » et « Mascarade [2/2] ».
- 1968 : Chapeau melon et bottes de cuir saison 6 épisode no 6 George et Fred
- 1969 : Département S épisodes nº 1, 6, 8, 13, 14, 18, 20, 26 et 27
- 1970 : UFO, alerte dans l'espace épisode no 24 Timelash
- 1970 : Mon ami le fantôme (Randall and Hopkirk - deceased), épisodes nº 1, 12, 17, 21, 23 et 24
- 1971-1972: Jason King (25 épisodes soit en tant que réalisateur, soit en qualité de consultant)

### Cinéma
- 1950 : Explorers of the Depths
- 1950 : Eagles of the Fleet
- 1951 : Wing to Wing
- 1953 : The nutcracker
- 1953 : L'Homme d'Afrique (en) (Man of Africa) (documentaire)
- 1954 : Make me an Offer (en)
- 1954 : Devil on Horseback (en)
- 1955 : Le Collège endiablé (en) (It's Great to Be Young)
- 1957 : Rien ne sert de pleurer (en) (No Time for Tears)
- 1958 : La Femme qui ne pouvait dire non (en) (She Didn't Say No!)
- 1958 : Alive and Kicking (en)
- 1960 : Motif de divorce : l'amour (de) (Scheidungsgrund: Liebe)
- 1960 : Méfiez-vous des inconnus (Never Take Sweets from a Stranger)
- 1960 : L'Académie des coquins (School for Scoundrels) (a remplacé Robert Hamer en cours de tournage).
- 1961 : Entrez chez moi sans frapper (en) (Don't Bother to Knock)
- 1961 : Deux des commandos (On the Fiddle)
- 1962 : La Mort d'un sadique (The Very Edge)
- 1966 : Pacte avec le Diable (The Witches ou The Devil's Own)
- 1966 : La Planque (The Trygon Factor)
- 1975 : La Trahison (Permission to Kill)
- 1990 : Harry et Harriet (Eine Frau namens Harry)